# Good Morning Gorgeous
Good Morning Gorgeous é o décimo quarto álbum de estúdio da cantora e compositora norte-americana Mary J. Blige. Foi lançado em 11 de Fevereiro de 2022 através de seu selo independente, Mary Jane Productions, Inc distribuído pela 300 Entertainment.
O álbum é precedido pelo singles "Good Morning Gorgeous", "Amazing", "Rent Money" e conta com as participações de Anderson .Paak, Dave East, DJ Khaled, Fivio Foreign e Usher.

## Antecedentes
Em 25 de Julho de 2021, Blige lançou seu documentário "My Life" no Amazon Prime Video, que conta sua história e sua trajetória como artista. Em 1 de Outubro ela foi anunciada como atração principal do Super Bowl LVI Halftime Show (show do intervalo do Super Bowl), juntamente com Kendrick Lamar, Snoop Dogg, Dr. Dre e Eminem, que ocorreu em 13 de Fevereiro de 2022.
Em 6 de Dezembro de 2021 ela concedeu uma entrevista ao talk show de Tamron Hall, onde falou sobre o novo álbum pela primeira vez, afirmando que estava trabalhando em um novo material que está entre os melhores de sua carreira de mais de 30 anos. "Espere até ouvir, vai explodir a cabeça de todo mundo. É algo que eu tinha que fazer, e algo que eu tinha que dizer, quando eu estava em meus momentos mais sombrios. [Eu tive] que me construir para essa pessoa que eu posso ver e aceitar meu nariz, aceitar meus olhos, aceitar minhas bochechas, aceitar todas as coisas que eu costumava odiar.”

## Divulgação
Em 3 de Dezembro de 2021 lança os singles "Good Morning Gorgeous" e Amazing com a participação de DJ Khaled. Em 20 de Janeiro de 2022 lança um terceiro single, "Rent Money" com a participação de Dave East e revela a tracklist do álbum.
Em 11 de Fevereiro, data de seu lançamento promoveu uma festa de lançamento do álbum com uma entrevista exclusiva e performances em parceria com iHeartRadio.

## Recepção da Crítica
| Críticas profissionais | Críticas profissionais |
| Pontuações agregadas   | Pontuações agregadas   |
| Fonte                  | Avaliação              |
| ---------------------- | ---------------------- |
| Metacritic             | 75/100                 |
| Avaliações da crítica  |                        |
| Fonte                  | Avaliação              |
| Variety                | 8.4/10                 |
| Entertainment Weekly   | B+                     |
| AllMusic               | [ 16 ]                 |
| Clash Music            | 7/10                   |
| Pitchfork              | 6.5/10                 |
| Rolling Stone          | [ 18 ]                 |

Good Morning Gorgeous foi recebido com críticas em sua maioria positivas dos críticos. No Metacritic, que atribui uma classificação normalizada de 100 às resenhas de publicações profissionais, o álbum recebeu uma pontuação média de 75 com base em 7 resenhas.
Mosi Reeves da Rolling Stone elogiou dizendo que é "um álbum cheio de tumulto emocional, alegria, otimismo e que Blige continua se desafiando". Leah Greenblatt da Entertainment Weekly disse que "Good Morning Gorgeous é o som de um artista emergindo lentamente do outro lado, trazendo o amor e a dor e mergulhando na vida de solteira". AD Amorosi da Variety elogiou dizendo que "muitos dos experimentos discretos no som (uma leveza aberta, peculiaridades instrumentais muitas vezes excêntricas, vibrações de blues) removem Blige da zona de conforto de seus álbuns da era da gravadora Capitol e trazem vida nova à sua alma tempestuosa não tão quieta" e completou dizendo que Blige "parece mais confortável rindo do que nunca com o mesmo auto-respeito inquestionável que ela estava fazendo alusão, há 30 anos, quando se perguntou em voz alta sobre o “411”.

## Desempenho Comercial
O álbum estreou na posição 14 da Billboard Hot 100 com 25.000 cópias equivalentes, fazendo de Good Morning Gorgeous seu álbum de estúdio com menor desempenho e o primeiro a estrear fora do Top 10 da principal parada de vendas dos Estados Unidos. Na parada Top R&B/Hip-Hop Albums estreou em 9ª posição totalizando seu 10º álbum de estúdio a estrear no top 10. No Reino Unido estreou na posição 8 de álbuns de R&B e na posição 24 nas paradas de álbuns digitais e álbum independente, falhando em entrar na principal parada musical do país, a UK Albums Chart.

## Faixas
| Edição Padrão  |                                                 | |                                                          |         |  |
| N.º            | Título                                          | Compositor(es)                                                                                                | Produtor(es)                                             | Duração |  |
| 1.             | "No Idea"                                       | Mary J. Blige Anderson .Paak Uforo "Bongo" Ebong Eric Hudson Adriana Flores Bryan Ponce                       | Bongo ByTheWay Eric Hudson [a]                           | 2:16    |  |
| 2.             | "Love Will Never"                               | Blige Jocelyn "Jazzy" Donald Ebong Eric Hudson Phil Lewis                                                     | Bongo ByTheWay Phil Lewis [a]                            | 3:29    |  |
| 3.             | "Here with Me" (participação de Anderson .Paak) | Blige Paak. Ant Clemons Ebong                                                                                 | Bongo ByTheWay                                           | 2:19    |  |
| 4.             | "Rent Money" (participação de Dave East)        | Blige Shawn Butler Dernst "D'Mile" Emile II Dave East Sean Combs Robert Kelly Christopher Wallace Daron Jones | D'Mile                                                   | 3:49    |  |
| 5.             | "Amazing" (participação de DJ Khaled)           | Blige Denisia Andrews Brittany Coney DJ Khaled Street Runner Tarik Azzouz Willie Cobbs Ellas McDaniels        | DJ Khaled STREETRUNNER Tarik Azzouz                      | 2:40    |  |
| 6.             | "GMG Interlude"                                 | |                                                          | 1:11    |  |
| 7.             | "Good Morning Gorgeous"                         | Blige Emile II H.E.R. David "Lucky Daye" Brown Tiara Thomas                                                   | D'Mile H.E.R.                                            | 2:54    |  |
| 8.             | "Come See About Me"                             | Blige Donald Clemons Marcelloe Valenzano Andre Christopher Lyon Leon Michels                                  | Cool & Dre El Michels [a]                                | 3:28    |  |
| 9.             | "On Top" (participação de Fivio Foreign)        | Blige Donald Lyon Shawn Hibbler Jamie Hurton Thomas Bell Alexander Hart                                       | Cool & Dre Blacka Din Me [a] Hostile Beatz [a]           | 2:47    |  |
| 10.            | "Love Without the Heartbreak"                   | Blige Paak. Rogėt Chahayed Alissia Benveniste                                                                 | Anderson .Paak Rogét Chahayed [a] Alissia Benveniste [a] | 3:48    |  |
| 11.            | "Falling in Love"                               | Blige Donald London on da Track Jerome "Sl!mWav" Monroe Archer                                                | London on da Track Sl!mWav [b]                           | 3:18    |  |
| 12.            | "Enough"                                        | Blige Bianca "Blush" Atterberry Valenzano Lyon Peter Skellern                                                 | Cool & Dre                                               | 3:05    |  |
| 13.            | "Need Love" (participação de Usher)             | Blige Charles A. Hinshaw [c] Anthony Jermaine White Kim Owens                                                 | J. White Did It                                          | 3:04    |  |
| Duração total: | Duração total:                                  | Duração total:                                                                                                | Duração total:                                           | 38:07   |  |

| Edição Deluxe  |                                                      | |                                                          |         |  |
| N.º            | Título                                               | Compositor(es) | Produtor(es)                                             | Duração |  |
| 1.             | "No Idea"                                            | Mary J. Blige Anderson .Paak Uforo "Bongo" Ebong Eric Hudson Adriana Flores Bryan Ponce                                                   | Bongo ByTheWay Eric Hudson [a]                           | 2:16    |  |
| 2.             | "Love Will Never"                                    | Blige Jocelyn "Jazzy" Donald Ebong Eric Hudson Phil Lewis                                                                                 | Bongo ByTheWay Phil Lewis [a]                            | 3:29    |  |
| 3.             | "Here with Me" (participação de Anderson .Paak)      | Blige Paak. Ant Clemons Ebong | Bongo ByTheWay                                           | 2:19    |  |
| 4.             | "Rent Money" (participação de Dave East)             | Blige Shawn Butler Dernst "D'Mile" Emile II Dave East Sean Combs Robert Kelly Christopher Wallace Daron Jones                             | D'Mile                                                   | 3:49    |  |
| 5.             | "Gone Forever" (participação de Remy Ma e DJ Khaled) | Blige Benjamin Diehl Brittany Coney Denisia Andrews DJ Khaled Giorgio Moroder Nicholas Warwar Raney Shockne Reminisce Mackie Tarik Azzouz | DJ Khaled Ben Billions STREETRUNNER Tarik Azzouz         | 3:02    |  |
| 6.             | "Amazing" (participação de DJ Khaled)                | Blige Andrews Coney DJ Khaled Street Runner Azzouz Willie Cobbs Ellas McDaniels                                                           | DJ Khaled STREETRUNNER Tarik Azzouz                      | 2:40    |  |
| 7.             | "GMG Interlude"                                      | |                                                          | 1:11    |  |
| 8.             | "Good Morning Gorgeous"                              | Blige Emile II H.E.R. David "Lucky Daye" Brown Tiara Thomas                                                                               | D'Mile H.E.R.                                            | 2:54    |  |
| 9.             | "Come See About Me"                                  | Blige Clemons Marcelloe Valenzano Andre Christopher Lyon Leon Michels                                                                     | Cool & Dre El Michels [a]                                | 3:28    |  |
| 10.            | "On Top" (participação de Fivio Foreign)             | Blige Donald Lyon Shawn Hibbler Jamie Hurton Thomas Bell Alexander Hart                                                                   | Cool & Dre Blacka Din Me [a] Hostile Beatz [a]           | 2:47    |  |
| 11.            | "Tough Love" (participação de Moneybagg Yo)          | Blige Charles A. Hinshaw Cynthia De Mari Briggs D'Mile Dexter Wansel DJ Cassidy                                                           | D'Mile DJ Cassidy                                        | 4:33    |  |
| 12.            | "Love Without the Heartbreak"                        | Blige Paak. Rogėt Chahayed Alissia Benveniste                                                                                             | Anderson .Paak Rogét Chahayed [a] Alissia Benveniste [a] | 3:48    |  |
| 13.            | "Falling in Love"                                    | Blige Donald London on da Track Jerome "Sl!mWav" Monroe Archer                                                                            | London on da Track Sl!mWav [b]                           | 3:18    |  |
| 14.            | "Enough"                                             | Blige Bianca "Blush" Atterberry Valenzano Lyon Peter Skellern                                                                             | Cool & Dre                                               | 3:05    |  |
| 15.            | "Need Love" (participação de Usher)                  | Blige Charles A. Hinshaw [c] Anthony Jermaine White Kim Owens                                                                             | J. White Did It                                          | 3:04    |  |
| 16.            | "Running" (participação de Ne-Yo)                    | Blige Shaffer Smith Kasseem Dean Arden Altino                                                                                             | Swizz Beatz Jerry Wonda                                  | 4:04    |  |
| 17.            | "Good Morning Gorgeous" (participação de H.E.R.)     | Blige Emile II H.E.R. Brown Thomas | D'Mile H.E.R.                                            | 2:54    |  |
| 18.            | "Rent Money" (participação de Jadakiss e Griselda)   | Blige Alvin Worthy Demond Price Jason Phillips Jermaine Pennick Butler D'Mile East Combs Kelly Wallace Jones                              | D'Mile                                                   | 4:37    |  |
| 19.            | "Come See About Me" (participação de Fabolous)       | Blige Donald Clemons Valenzano Lyon Michels John Jackson                                                                                  | Cool & Dre                                               | 4:24    |  |
| Duração total: | Duração total:                                       | Duração total: | Duração total:                                           | 61:00   |  |

| Faixa bônus da versão Target |                                   |                                               |                         |         |  |
| N.º                          | Título                            | Compositor(es)                                | Produtor(es)            | Duração |  |
| 14.                          | "Running" (participação de Ne-Yo) | Blige Shaffer Smith Kasseem Dean Arden Altino | Swizz Beatz Jerry Wonda | 4:04    |  |
| Duração total:               | Duração total:                    | Duração total:                                | Duração total:          | 42:27   |  |

Notas
a  - denota co-produtores
b  - "Falling in Love " contém participação não creditada de Sl!mWav
c  - "Need Love" contém participação não creditada de Prince Charlez
Créditos de Demonstração
- No Idea - Contém elementos de "When You Go (That's When You'll Know)" escrita por Adriana Flores, Bryan Ponce e performada por The Altons e contém uma demonstração não creditada da performance de Greg Kinnear de "Summertime" do filme Stuck on You.
- Rent Money - Contém interpolações de "Fuck You Tonight" escrita por Sean Combs, R. Kelly, The Notorious B.I.G, Daron Jones e performada por The Notorious B.I.G. e R. Kelly.
- Amazing - Contém elementos de "You Don't Love Me (No, No, No)" escrita por Willie Cobbs, Bo Diddley e performada por Dawn Penn.
- On Top - Contém elementos de "Ready or Not Here I Come (Can't Hide from Love)" escrita por Thom Bell, William Hart e performada por The Delfonics.
- Enough - Contém elementos de "My Lonely Room" escrita por Peter Skellern e performada por Dee Dee Bridgewater.
- Tough Love - Contém elementos de "The Sweetest Pain" escrita por Cynthia De Mari Briggs, Dexter Wansel e performada por  Dexter Wansel.